# Lin Carter
Linwood Vrooman Carter (* 9. Juni 1930 in St. Petersburg, Florida; † 7. Februar 1988) war ein amerikanischer Autor von Science-Fiction und Fantasy sowie tätig als Redakteur und Kritiker. Er schrieb in der Regel unter dem Pseudonym Lin Carter, andere Pseudonyme waren: HP Lowcraft, Cgral Udwin (oder Grail Undwin).

## Leben
Linwood Carter wurde 1930 in St. Petersburg in Florida geboren, wo er aufwuchs und zur Schule ging. Im Koreakrieg wurde er verwundet und mit dem Purple Heart ausgezeichnet. Danach kehrte er für kurze Zeit in seinen Heimatort zurück, bevor er 1953 nach New York ging, um an der Columbia University zu studieren. Er arbeitete etwa 15 Jahre für verschiedene Agenturen und Verlage und gab 1965 mit The Wizard of Lemuria sein Roman-Debüt. 1969 wurde er Berufsautor. Er schrieb häufig mehrere Romane und Kurzgeschichten pro Jahr und war Herausgeber mehrerer Fantasy-Geschichtensammlungen. Er verhalf den Geschichten von Robert E. Howard zu einer Renaissance, indem er zusammen mit Lyon Sprague de Camp und Björn Nyberg Howards Geschichten sammelte, ordnete und mit eigenen Geschichten und Romanen ergänzte.

## Bibliografie
Wird bei Übersetzungen von Kurzgeschichten als Quelle nur Titel und Jahr angegeben, so findet sich die vollständige Angabe bei der entsprechenden Sammelausgabe.

### Serien und Zyklen
Die Serien sind nach dem Erscheinungsjahr des ersten Teils geordnet.
Thongor
Romane:
- 1 The Wizard of Lemuria (1965; auch: Thongor and the Wizard of Lemuria, 1969)
  - Deutsch: Thongor und der Zauberer von Lemuria. Übersetzt von Heinz Nagel. Goldmann Science Fiction #23358, 1980, ISBN 3-442-23358-5.
- 2 Thongor of Lemuria (1966; auch: Thongor and the Dragon City, 1970)
  - Deutsch: Thongor und die Stadt der Drachen. Übersetzt von Tony Westermayr. Goldmann Science Fiction #23362, 1980, ISBN 3-442-23362-3.
- 3 Thongor Against the Gods (1967)
  - Deutsch: Thongor und die schwarzen Götter. Übersetzt von Tony Westermayr. Goldmann Science Fiction #23277, 1978, ISBN 3-442-23277-5.
- 4 Thongor in the City of Magicians (1968)
  - Deutsch: Thongor in der Stadt der Zauberer. Übersetzt von Tony Westermayr. Goldmann Science Fiction #23259, 1977, ISBN 3-442-23259-7.
- 5 Thongor at the End of Time (1968)
  - Deutsch: Thongor am Ende der Zeit. Übersetzt von Tony Westermayr. Goldmann Science Fiction #23265, 1977, ISBN 3-442-23265-1.
- 6 Thongor Fights the Pirates of Tarakus (1970)
  - Deutsch: Thongor gegen die Piraten von Tarakus. Übersetzt von Heinz Zwack. Goldmann Science Fiction #23368, 1980, ISBN 3-442-23368-2.

Kurzgeschichten:
- Diombar’s Song of the Last Battle (in: Amra V2n40, June 1966)
- Thieves of Zangabal (1969, in: Hans Stefan Santesson (Hrsg.): The Mighty Barbarians: Great Sword and Sorcery Heroes)
- Keeper of the Emerald Flame (1970, in: Hans Stefan Santesson (Hrsg.): The Mighty Swordsmen)
- Black Hawk of Valkarth (1973)
  - Deutsch: Der schwarze Falke von Valkarth. Übersetzt von Lore Straßl und Susi Grixa. In: Lin Carter: Tempel des Grauens. Pabel (Terra Fantasy #81), 1981. Auch als: Der Schwarze Falke. Übersetzt von Günter Zettl. In: Erhard Ringer und Hermann Urbanek (Hrsg.): Die Götter von Pegana. Heyne SF&F #4076, 1984, ISBN 3-453-31040-3.
- The City in the Jewel (in: Fantastic, December 1975)
  - Deutsch: Die Stadt im Edelstein. Übersetzt von Lore Straßl. In: Lin Carter: Dämonenliebe. Pabel (Terra Fantasy #85), 1981.
- Black Moonlight (in: Fantastic, November 1976)
  - Deutsch: Schwarzes Mondlicht. Übersetzt von Lore Straßl und Susi Grixa. In: Lin Carter: Der dunkle König. Pabel (Terra Fantasy #88), 1981.
- Demon of the Snows (1979)
- Lemuria (2012, in: Lin Carter, Adrian Cole und Robert M Price: Young Thongor)

Sammlung:
- Young Thongor (2012; mit Adrian Cole und Robert M. Price)

Great Imperium
- The Man Without a Planet (1966)
  - Deutsch: Mann ohne Planet. Übersetzt von Heinz Nagel. Moewig (Utopia Classics #73), 1985, ISBN 3-8118-5019-9.
- Star Rogue (1970)
  - Deutsch: Meister der Sterne. Übersetzt von Heinz Nagel. Moewig (Utopia Classics #64), 1984, ISBN 3-8118-5010-5.
- Outworlder (1971)
  - Deutsch: Die Magier von Bargelix. Übersetzt von Heinz Nagel. Moewig (Utopia Classics #71), 1984, ISBN 3-8118-5017-2.

Kull (mit Robert E. Howard)
Kurzgeschichten:
- Black Abyss (1967, in: Robert E. Howard und Lin Carter: King Kull)
  - Deutsch: Schwarzer Abgrund. Übersetzt von Lore Straßl. In: Robert E. Howard und Lin Carter: Kull von Atlantis. Pabel (Terra Fantasy #28), 1976.
- Exile of Atlantis (1967, in: Robert E. Howard und Lin Carter: King Kull)
  - Deutsch: Flucht aus Atlantis. Übersetzt von Lore Straßl. In: Robert E. Howard und Lin Carter: Kull von Atlantis. Pabel (Terra Fantasy #28), 1976.
- King Kull (1967, Sammlung)
- Riders Beyond the Sunrise (1967, in: Robert E. Howard und Lin Carter: King Kull)
  - Deutsch: Jagd im Land der Schatten. Übersetzt von Eduard Lukschandl. In: Herr von Valusien. Pabel (Terra Fantasy #29), 1976.
- Wizard and Warrior (1967, in: Robert E. Howard und Lin Carter: King Kull)
  - Deutsch: Zauberer und Krieger. Übersetzt von Lore Straßl. In: Robert E. Howard und Lin Carter: Kull von Atlantis. Pabel (Terra Fantasy #28), 1976.

Sammlungen
- 1 King Kull I (1967)
  - Deutsch: Kull von Atlantis. Übersetzt von Lore Straßl. Pabel Terra Fantasy #28, 1976.
- 2 King Kull II (1967)
  - Deutsch: Herr von Valusien. Übersetzt von Eduard Lukschandl und Ludwig Rief. Pabel Terra Fantasy #29, 1976.

Conan
Erzählungen:
- The City of Skulls (1967, in: Robert E. Howard, Lyon Sprague de Camp, Lin Carter: Conan; mit Lyon Sprague de Camp)
  - Deutsch: Die Stadt der Schädel. Übersetzt von Fritz Moeglich. In: Conan. 1970.
- The Hand of Nergal (1967, in: Robert E. Howard, Lyon Sprague de Camp, Lin Carter: Conan; mit Robert E. Howard)
  - Deutsch: Nergals Hand. Übersetzt von Fritz Moeglich. In: Conan. 1970.
- The Thing in the Crypt (1967, in: Robert E. Howard, Lyon Sprague de Camp, Lin Carter: Conan; mit Robert E. Howard, Lyon Sprague de Camp)
  - Deutsch: Begegnung in der Gruft. Übersetzt von Fritz Moeglich. In: Conan. 1970.
- Black Tears (1968, in: Robert E. Howard, Lyon Sprague de Camp, Lin Carter: Conan the Wanderer; mit Lyon Sprague de Camp)
  - Deutsch: Das schwarze Auge. Übersetzt von Fritz Moeglich. In: Robert E. Howard, Lyon Sprague de Camp, Lin Carter: Conan der Wanderer. Heyne SF&F #3236, 1971. Auch als: Im Land der Geister. Übersetzt von Lore Straßl. In: Conan der Wanderer. 1982.
- Conan and the Cenotaph (in: Worlds of Fantasy, #1, 1968; auch: The Curse of the Monolith, 1969; mit Lyon Sprague de Camp)
  - Deutsch: Der Fluch des Monoliths. Übersetzt von Fritz Moeglich. In: Conan von Cimmeria. 1970.
- The Castle of Terror (1969, in: Robert E. Howard, Lyon Sprague de Camp, Lin Carter: Conan of Cimmeria; mit Lyon Sprague de Camp)
  - Deutsch: Die Ruine des Schreckens. Übersetzt von Fritz Moeglich. In: Conan von Cimmeria. 1970.
- The Lair of the Ice Worm (1969, in: Robert E. Howard, Lyon Sprague de Camp, Lin Carter: Conan of Cimmeria; mit Lyon Sprague de Camp)
  - Deutsch: Die Eisraupe. Übersetzt von Fritz Moeglich. In: Conan von Cimmeria. 1970. Auch als: Die Eisschlange. Übersetzt von Lore Straßl. In: Conan von Cimmerien. 1982.
- The Snout in the Dark (1969, in: Robert E. Howard, Lyon Sprague de Camp, Lin Carter: Conan of Cimmeria; mit Robert E. Howard, Lyon Sprague de Camp)
  - Deutsch: Dämon aus der Nacht. Übersetzt von Fritz Moeglich. In: Conan von Cimmeria. 1970. Auch als: Der Dämon aus der Nacht. Übersetzt von Lore Straßl. In: Conan von Cimmerien. 1982.
- The Witch of the Mists (in: Fantastic, August 1972; mit Lyon Sprague de Camp)
  - Deutsch: Das Phantom aus der Vergangenheit. Übersetzt von Lore Straßl. In: Conan von Aquilonien. 1984.
- Black Sphinx of Nebthu (in: Fantastic, July 1973; mit Lyon Sprague de Camp)
  - Deutsch: Die schwarze Sphinx von Nebthu. Übersetzt von Lore Straßl. In: Conan von Aquilonien. 1984.
- Red Moon of Zembabwei (in: Fantastic, July 1974; mit Lyon Sprague de Camp)
  - Deutsch: Der rote Mond von Zembabwei. Übersetzt von Lore Straßl. In: Conan von Aquilonien. 1984.
- Shadows in the Skull (in: Fantastic, February 1975; mit Lyon Sprague de Camp)
  - Deutsch: Die letzte Schlacht. Übersetzt von Lore Straßl. In: Conan von Aquilonien. 1984.
- The Gem in the Tower (1978, in: Björn Nyberg, Lyon Sprague de Camp, Lin Carter: Conan the Swordsman; mit Lyon Sprague de Camp)
  - Deutsch: Das Juwel im Turm. Übersetzt von Lore Straßl. In: Conan der Schwertkämpfer. 1982. Auch als: Der magische Kristall. Übersetzt von Marcel Bieger. In: Lin Carter: Das Fräulein und der Dämon. Moewig Science Fiction #3880, 1990, ISBN 3-8118-3880-6.
- The Ivory Goddess (1978, in: Björn Nyberg, Lyon Sprague de Camp, Lin Carter: Conan the Swordsman; mit Lyon Sprague de Camp)
  - Deutsch: Die Elfenbeingöttin. Übersetzt von Lore Straßl. In: Conan der Schwertkämpfer. 1982.
- Legions of the Dead (1978, in: Björn Nyberg, Lyon Sprague de Camp, Lin Carter: Conan the Swordsman; mit Lyon Sprague de Camp)
  - Deutsch: Legion der Toten. Übersetzt von Lore Straßl. In: Conan der Schwertkämpfer. 1982.
- Moon of Blood (1978, in: Björn Nyberg, Lyon Sprague de Camp, Lin Carter: Conan the Swordsman; mit Lyon Sprague de Camp)
  - Deutsch: Blutmond. Übersetzt von Lore Straßl. In: Conan der Schwertkämpfer. 1982.
- Shadows in the Dark (1978, in: Björn Nyberg, Lyon Sprague de Camp, Lin Carter: Conan the Swordsman; mit Lyon Sprague de Camp)
  - Deutsch: Schatten der Finsternis. Übersetzt von Lore Straßl. In: Conan der Schwertkämpfer. 1982.
- The People of the Summit (1978; mit Lyon Sprague de Camp)
  - Deutsch: Das Volk des Gipfels. Übersetzt von Lore Straßl. In: Conan der Schwertkämpfer. 1982.
- The Star of Khorala (1978; mit Lyon Sprague de Camp)
  - Deutsch: Der Stern von Khorala. Übersetzt von Lore Straßl. In: Conan der Schwertkämpfer. 1982.

Bücher:
- Conan (1967; mit Robert E. Howard, Lyon Sprague de Camp)
  - Deutsch: Conan. Übersetzt von Fritz Moeglich. Heyne SF&F #3202, 1970.
- Conan of Cimmeria (1968; mit Robert E. Howard, Lyon Sprague de Camp)
  - Deutsch: Conan von Cimmeria. Übersetzt von Fritz Moeglich. Heyne SF&F #3206, 1970.
- Conan of the Isles (1968; mit Lyon Sprague de Camp)
  - Deutsch: Conan von den Inseln. Übersetzt von Fritz Moeglich. Heyne SF&F #3295, 1972.
- Conan the Wanderer (1968; mit Robert E. Howard und Lyon Sprague de Camp)
  - Deutsch: Conan der Wanderer. Übersetzt von Fritz Moeglich. Heyne SF & F #3236, 1971.
- Conan the Buccaneer (1971; mit Lyon Sprague de Camp)
  - Deutsch: Conan der Bukanier. Übersetzt von Fritz Moeglich. Heyne SF&F #3303, 1972. Auch als: Conan der Freibeuter. Übersetzt von Lore Straßl. Heyne SF & F #3972, 1983, ISBN 3-453-30911-1.
- Conan of Aquilonia (1977; mit Lyon Sprague de Camp)
  - Deutsch: Conan von Aquilonien. Heyne SF & F #4113, 1984, ISBN 3-453-31070-5.
- Conan the Swordsman (1978; mit Björn Nyberg, Lyon Sprague de Camp)
  - Deutsch: Conan der Schwertkämpfer. Heyne SF & F #3895, 1982, ISBN 3-453-30818-2.
- Conan the Liberator (1979; mit Lyon Sprague de Camp)
  - Deutsch: Conan der Befreier. Übersetzt von Lore Straßl. Heyne SF&F #3909, 1982, ISBN 3-453-30825-5.
- Conan the Barbarian (1982; mit Lyon Sprague de Camp)
  - Deutsch: Conan der Barbar. Übersetzt von Lore Straßl. Heyne SF&F #3889, 1982, ISBN 3-453-30835-2.

Thoth (Kurzromane)
- 1 The Thief of Thoth (1968, in: Lin Carter und Frank Belknap Long: The Thief of Thoth / … And Others Shall Be Born)
- 2 The Purloined Planet (1969, in: John Brunner und Lin Carter: The Evil That Men Do / The Purloined Planet)
- 3 Murder In Space (1987, in: Astro-Adventures: Tales of Scientifiction, October 1988)

Green Star Rises (Romane)
- 1 Under the Green Star (1972)
  - Deutsch: Der grüne Stern. Übersetzt von Walter Brumm. Heyne-Bücher #3388, München 1974, ISBN 3-453-30283-4.
- 2 When the Green Star Calls (1973)
  - Deutsch: Der grüne Stern ruft. Übersetzt von Walter Brumm. Heyne-Bücher #3408, München 1974, ISBN 3-453-30278-8.
- 3 By the Light of the Green Star (1974)
  - Deutsch: Im Licht des grünen Sterns. Übersetzt von Thomas Schlück. Heyne SF&F #3468, 1975, ISBN 3-453-30377-6.
- 4 As the Green Star Rises (1975)
- 5 In the Green Star’s Glow (1976)

World’s End / Gondwane Epic (Romane)
- 1 The Warrior of World’s End (1974)
- 2 The Enchantress of World’s End (1975)
- 3 The Immortal of World’s End (1976)
- 4 The Barbarian of World’s End (1977)
- 5 The Pirate of World’s End (1978)
- Giant of World’s End (1969)

The NecronomiconThe Dee Translation
The Book of Episodes:
- 1 The Doom of Yakthoob (in: The Arkham Collector, Summer 1971)
- 2 The Thing Under Memphis (in: Crypt of Cthulhu, #22 Roodmas 1984)
- 3 The City of Pillars (in: Kadath, #1 1974; auch: In the City of Pillars, 1996)
- 5 The Vault Beneath the Mosque (in: Crypt of Cthulhu, #29 Candlemas 1985)
- 6 Mnomquah (in: Crypt of Cthulhu, #31 Roodmas 1985)
- 7 The Madness Out of Time (in: Crypt of Cthulhu, #39 Roodmas 1986)
- 8 Dreams of the Black Lotus (in: Crypt of Cthulhu, #48 St. John’s Eve 1987)
- 9 The Shadow from the Stars (in: Crypt of Cthulhu, #54 Eastertide 1988)
- 10 The Transition of Abdul Alhazred (2002, in: Robert M. Price (Hrsg.): The Necronomicon: Selected Stories and Essays Concerning the Blasphemous Tome of the Mad Arab: Second Edition, Expanded and Corrected)

The Book of Preparations:
- The Necronomicon, Book II: The Book of Preparations (in: Crypt of Cthulhu, #70 Candlemas 1990)
- 1 Of the Powers of the Sorcerer (1996, in: Robert M. Price (Hrsg.): The Necronomicon: Selected Stories and Essays Concerning the Blasphemous Tome of the Mad Arab: Second Edition, Expanded and Corrected)
- 2 Of That Which Is Needful to Sorcery (1996, in: Robert M. Price (Hrsg.): The Necronomicon: Selected Stories and Essays Concerning the Blasphemous Tome of the Mad Arab: Second Edition, Expanded and Corrected)
- 3 Of the Old Ones and the Favors They Bestow (1996, in: Robert M. Price (Hrsg.): The Necronomicon: Selected Stories and Essays Concerning the Blasphemous Tome of the Mad Arab: Second Edition, Expanded and Corrected)
- 4 Of the Times and Seasons to Be Observed (1996, in: Robert M. Price (Hrsg.): The Necronomicon: Selected Stories and Essays Concerning the Blasphemous Tome of the Mad Arab: Second Edition, Expanded and Corrected)
- 5 Of the Powers of the Moon (1996, in: Robert M. Price (Hrsg.): The Necronomicon: Selected Stories and Essays Concerning the Blasphemous Tome of the Mad Arab: Second Edition, Expanded and Corrected)
- 6 Concerning Them from Outside (1996, in: Robert M. Price (Hrsg.): The Necronomicon: Selected Stories and Essays Concerning the Blasphemous Tome of the Mad Arab: Second Edition, Expanded and Corrected)
- 7 The Punishment of the Old Ones (1996, in: Robert M. Price (Hrsg.): The Necronomicon: Selected Stories and Essays Concerning the Blasphemous Tome of the Mad Arab: Second Edition, Expanded and Corrected)
- 8 Of That Which Is Foretold of Their Return (1996, in: Robert M. Price (Hrsg.): The Necronomicon: Selected Stories and Essays Concerning the Blasphemous Tome of the Mad Arab: Second Edition, Expanded and Corrected)
- 9 The Liers-in-Wait (1996, in: Robert M. Price (Hrsg.): The Necronomicon: Selected Stories and Essays Concerning the Blasphemous Tome of the Mad Arab: Second Edition, Expanded and Corrected)

The Book of the Gates:
- The Necronomicon, Book III: The Book of the Gates (in: Crypt of Cthulhu, #70 Candlemas 1990)
- 1 Of the Worlds Beyond This World, and the Modes of Travel (1996, in: Robert M. Price (Hrsg.): The Necronomicon: Selected Stories and Essays Concerning the Blasphemous Tome of the Mad Arab: Second Edition, Expanded and Corrected)
- 2 Of Foul Necromancy (1996, in: Robert M. Price (Hrsg.): The Necronomicon: Selected Stories and Essays Concerning the Blasphemous Tome of the Mad Arab: Second Edition, Expanded and Corrected)
- 3 The Peril That Lurketh Beyond Time (1996, in: Robert M. Price (Hrsg.): The Necronomicon: Selected Stories and Essays Concerning the Blasphemous Tome of the Mad Arab: Second Edition, Expanded and Corrected)
- 4 Those That Aid the Unnamable Devourers (1996, in: Robert M. Price (Hrsg.): The Necronomicon: Selected Stories and Essays Concerning the Blasphemous Tome of the Mad Arab: Second Edition, Expanded and Corrected)
- 5 Of Tindalos, and the Hounds Thereof (1996, in: Robert M. Price (Hrsg.): The Necronomicon: Selected Stories and Essays Concerning the Blasphemous Tome of the Mad Arab: Second Edition, Expanded and Corrected)
- 6 If Thou Wouldst Raise the Dead (1996, in: Robert M. Price (Hrsg.): The Necronomicon: Selected Stories and Essays Concerning the Blasphemous Tome of the Mad Arab: Second Edition, Expanded and Corrected)
- 7 To Send Back Down That Which Thou Hast Called Up (1996, in: Robert M. Price (Hrsg.): The Necronomicon: Selected Stories and Essays Concerning the Blasphemous Tome of the Mad Arab: Second Edition, Expanded and Corrected)
- 8 Of the Signs of Hnaa (1996, in: Robert M. Price (Hrsg.): The Necronomicon: Selected Stories and Essays Concerning the Blasphemous Tome of the Mad Arab: Second Edition, Expanded and Corrected)
- 9 Of the Dream-Gates (1996, in: Robert M. Price (Hrsg.): The Necronomicon: Selected Stories and Essays Concerning the Blasphemous Tome of the Mad Arab: Second Edition, Expanded and Corrected)
- 10 Of Koth, and the Sign of Koth (1996, in: Robert M. Price (Hrsg.): The Necronomicon: Selected Stories and Essays Concerning the Blasphemous Tome of the Mad Arab: Second Edition, Expanded and Corrected)
- 11 The Ritual of the Silver Key (1996, in: Robert M. Price (Hrsg.): The Necronomicon: Selected Stories and Essays Concerning the Blasphemous Tome of the Mad Arab: Second Edition, Expanded and Corrected)
- 12 ’Umr At-Tawil (1996, in: Robert M. Price (Hrsg.): The Necronomicon: Selected Stories and Essays Concerning the Blasphemous Tome of the Mad Arab: Second Edition, Expanded and Corrected)
- 13 Of Opening the Door to Yog-Sothoth (1996, in: Robert M. Price (Hrsg.): The Necronomicon: Selected Stories and Essays Concerning the Blasphemous Tome of the Mad Arab: Second Edition, Expanded and Corrected)
- 14 The Ninth Verse that Summoneth Yog-Sothoth (1996, in: Robert M. Price (Hrsg.): The Necronomicon: Selected Stories and Essays Concerning the Blasphemous Tome of the Mad Arab: Second Edition, Expanded and Corrected)
- 15 Of Them from Outside and Their Spawn (1996, in: Robert M. Price (Hrsg.): The Necronomicon: Selected Stories and Essays Concerning the Blasphemous Tome of the Mad Arab: Second Edition, Expanded and Corrected)
- 16 Somewhat of the Gates That Open to Beyond (1996, in: Robert M. Price (Hrsg.): The Necronomicon: Selected Stories and Essays Concerning the Blasphemous Tome of the Mad Arab: Second Edition, Expanded and Corrected)
- 17 Of Leng and the Mysteries Thereof (1996, in: Robert M. Price (Hrsg.): The Necronomicon: Selected Stories and Essays Concerning the Blasphemous Tome of the Mad Arab: Second Edition, Expanded and Corrected)
- 18 Of the Coming-Hence of the Old Ones (1996, in: Robert M. Price (Hrsg.): The Necronomicon: Selected Stories and Essays Concerning the Blasphemous Tome of the Mad Arab: Second Edition, Expanded and Corrected)
- 19 The Openers of the Way (1996, in: Robert M. Price (Hrsg.): The Necronomicon: Selected Stories and Essays Concerning the Blasphemous Tome of the Mad Arab: Second Edition, Expanded and Corrected)

The Book of Dismissals:
- The Necronomicon, Book IV: The Book of Dismissals (in: Crypt of Cthulhu, #70 Candlemas 1990)
- 1 Of Calling Up That Which Thou Canst Not Put Down (1996, in: Robert M. Price (Hrsg.): The Necronomicon: Selected Stories and Essays Concerning the Blasphemous Tome of the Mad Arab: Second Edition, Expanded and Corrected)
- 2 Of the Several Modes to Enforce the Dismissal (1996, in: Robert M. Price (Hrsg.): The Necronomicon: Selected Stories and Essays Concerning the Blasphemous Tome of the Mad Arab: Second Edition, Expanded and Corrected)
- 3 Of Ib, and the Vengeance Thereof (1996, in: Robert M. Price (Hrsg.): The Necronomicon: Selected Stories and Essays Concerning the Blasphemous Tome of the Mad Arab: Second Edition, Expanded and Corrected)
- 4 Of the Five-Pointed Star Carven of Grey Stone (1996, in: Robert M. Price (Hrsg.): The Necronomicon: Selected Stories and Essays Concerning the Blasphemous Tome of the Mad Arab: Second Edition, Expanded and Corrected)

Chronicles of Kylix (Romane)
- 1 The Quest of Kadji (1971)
- 2 The Wizard of Zao (1978)
- 3 Kellory the Warlock (1984)

Callisto
- 1 Jandar of Callisto (1972)
  - Deutsch: Jandar von Callisto. Übersetzt von Heinz Zwack. Goldmann Science Fiction #23287, 1978, ISBN 3-442-23287-2.
- 2 Black Legion of Callisto (1972)
  - Deutsch: Die Schwarze Legion von Callisto. Übersetzt von Heinz Zwack. Goldmann Science Fiction #23293, 1978, ISBN 3-442-23293-7.
- 3 Sky Pirates of Callisto (1973)
  - Deutsch: Die Himmelspiraten von Callisto. Übersetzt von Heinz Zwack. Goldmann Science Fiction #23309, 1979, ISBN 3-442-23309-7.
- 4 Mad Empress of Callisto (1975)
  - Deutsch: Zamarra, die Herrscherin von Callisto. Übersetzt von Heinz Nagel. Goldmann Science Fiction #23314, 1979, ISBN 3-442-23314-3.
- 5 Mind Wizards of Callisto (1975)
  - Deutsch: Die Zauberer von Callisto. Übersetzt von Heinz Nagel. Goldmann Science Fiction #23318, 1979, ISBN 3-442-23318-6.
- 6 Lankar of Callisto (1975)
  - Deutsch: Lankar von Callisto. Übersetzt von Heinz Zwack. Goldmann Science Fiction #23322, 1979, ISBN 3-442-23322-4.
- 7 Ylana of Callisto (1977)
  - Deutsch: Ylana von Callisto. Übersetzt von Heinz Zwack. Goldmann Science Fiction #23319, 1979, ISBN 3-442-23319-4.
- 8 Renegade of Callisto (1978)
  - Deutsch: Der Renegat von Callisto. Übersetzt von Heinz Zwack. Goldmann Science Fiction #23334, 1979, ISBN 3-442-23334-8.

Amalrik the Mangod (Kurzgeschichten)
- The Higher Heresies of Oolimar (1973, in: Lin Carter: Flashing Swords! #1)
  - Deutsch: Der Halbgott. Übersetzt von Lore Straßl. In: Lin Carter: Götter, Gnomen und Giganten. Pabel (Terra Fantasy #26), 1976.
- The Curious Custom of the Turjan Seraad (1976, in: Lin Carter: Flashing Swords! #3: Warriors and Wizards)
  - Deutsch: Die Gebräuche der Nomaden. Übersetzt von Lore Straßl. In: Lin Carter: Streiter wider die Magie. Pabel (Terra Fantasy #60), 1979.

The Man Who Loved Mars (Romane)
- The Man Who Loved Mars (1973)
  - Deutsch: Kaiser des Mars. Übersetzt von Heinz Nagel. Pabel (Terra Taschenbuch #322), 1980.
- The Valley Where Time Stood Still (1974)
- The City Outside the World (1977)
- Down to a Sunless Sea (1984)

Zarkon (Romane)
- Invisible Death (1975)
- The Nemesis of Evil (1975)
- The Volcano Ogre (1976)
- The Earth-Shaker (1982)
- Horror Wears Blue (1987)

Tara of the Twilight (Kurzgeschichten)
- Tara of the Twilight (1979, Roman)
- „For the Blood Is the Life“ (in: Risque Stories, #1 March 1984)
- The Love of the Sea (in: Risque Stories, #2 October 1984)
- Pale Shadow (in: Risque Stories, #3 July 1985)

Eric Carstairs of Zanthodon (Romane)
- 1 Journey to the Underground World (1979)
- 2 Zanthodon (1980)
- 3 Hurok of the Stone Age (1981)
- 4 Darya of the Bronze Age (1981)
- 5 Eric of Zanthodon (1982)

Terra Magica (Romane)
- Kesrick (1982)
- Dragonrouge (1984)
- Mandricardo: New Adventures in Terra Magica (1987)
- Callipygia (1988)

Papyrus of the Dark Wisdom (Kurzgeschichten)
- 1 The Book of Eibon: The Unbegotten Source (in: Crypt of Cthulhu, #23 St. John’s Eve 1984; auch: The Unbegotten Source, 2002)
- 2 The Polar Ones (2002, in: Robert M. Price (Hrsg.): The Book of Eibon)
- 3 The Elder Beings (2002, in: Robert M. Price (Hrsg.): The Book of Eibon)
- 4 The Great Race of Yith (2002, in: Robert M. Price (Hrsg.): The Book of Eibon)
- 5 The City of the Archives (2002, in: Robert M. Price (Hrsg.): The Book of Eibon)
- 6 The Coming of Cthulhu (2002, in: Robert M. Price (Hrsg.): The Book of Eibon)

Ithkar (Kurzgeschichten)
- Geydelle’s Protective (1985, in: Andre Norton und Robert Adams (Hrsg.): Magic in Ithkar 2)
- The Goblinry of Ais (1985, in: Andre Norton und Robert Adams (Hrsg.): Magic in Ithkar)

Star Pirate (Kurzgeschichten)
- Corsairs of the Cosmos (1987, in: Astro-Adventures: Tales of Scientifiction, October 1988)
- Beyond the Worlds We Know (2 Teile in: Astro-Adventures: Tales of Scientifiction, October 1988  ff.)
- Ghosts of Ganymede (in: Astro-Adventures: Tales of Scientifiction, October 1988)
- Planet in Peril (in: Astro-Adventures: Tales of Scientifiction, October 1988)

Anton Zarnak (Kurzgeschichten)
- Dead of Night (in: Crypt of Cthulhu, #54 Eastertide 1988)
- Perchance to Dream (in: Crypt of Cthulhu, #56 Roodmas 1988)
  - Deutsch: Vielleicht ein Traum. In: Die Xothic-Legenden. 2004.

The King in Yellow (Kurzgeschichten)
- Carcosa Story About Hali (1989)
- King in Yellow: A Tragedy in Verse (1993, in: Robert M. Price (Hrsg.): The Hastur Cycle: Second Revised Edition; mit Robert M. Price)

Welt von Oz
- The Tired Tailor of Oz (2001)
- The Awful Ogre of Ogodown (2004, in: Lin Carter: The Merry Mountaineer of Oz)
- High TImes on Tip Top Mountain (2004, in: Lin Carter: The Merry Mountaineer of Oz)
- The Merry Mountaineer of Oz (2004)
- No Joy in Mudville (2004, in: Lin Carter: The Merry Mountaineer of Oz)
- The Wooden Soldier of Oz (2004, in: Lin Carter: The Merry Mountaineer of Oz)

### Romane
- The Star Magicians (1966)
- Destination, Saturn (Ajax Calkins-Roman, 1967; mit Donald A. Wollheim als David Grinnell)
- The Flame of Iridar (1967)
- Tower at the Edge of Time (1968)
- Lost World of Time (1969)
- Tower of the Medusa (1969)
- The Black Star (1973)
- Time War (1974)
  - Deutsch: Der Zeitkämpfer : Science-fiction-Roman. Übersetzt von Lore Straßl. Bastei-Verlag Lübbe (Bastei Lübbe #21075), Bergisch Gladbach 1975, ISBN 3-404-00395-0.
- Found Wanting (1985)

### Sammlungen
- Galleon Of Dream: Poems Of Fantasy And Wonder (1953)
- Beyond the Gates of Dream (1969)
- Dreams from R’lyeh (1975)
- Lost Worlds (1980)
- The Xothic Legend Cycle: The Complete Mythos Fiction of Lin Carter (1997)
  - Deutsch: Die Xothic-Legenden. Übersetzt von Hans Gerwin. Mit einer Einleitung von Robert M. Price. Festa (H. P. Lovecrafts Bibliothek des Schreckens #2613), 2004, ISBN 3-935822-54-5.

### Kurzgeschichten
1948
- The Poet (in: The Gorgon v2 #4, 1948)

1949
- The Kings of Yu-Istam (in: Scientifantasy, Spring 1949)

1950
- King of the Golden City (1950, in: The Nekromantikon, Winter 1950–1951)
- The Castle beyond the World (in: The Fanscient, #10 Winter 1950)

1957
- Masters of the Metropolis (in: The Magazine of Fantasy and Science Fiction, April 1957; mit Randall Garrett)

1958
- The Slitherer from the Slime (1958; als H P Lowcraft)

1965
- Uncollected Works (in: The Magazine of Fantasy and Science Fiction, March 1965)
  - Deutsch: Ungesammelte Werke. Übersetzt von Dolf Strasser. In: Science-Fiction-Stories 61. Ullstein 2000 #118 (3260), 1976, ISBN 3-548-03260-5.

1966
- The Gods of Neol-Shendis (in: Amra V2n41, July 1966)
- Crown of Stars (in: Worlds of Tomorrow, November 1966)

1967
- The Flame of Iridar (1967, in: Kris Neville und Lin Carter: The Flame of Iridar / Peril of the Starmen)
- The Striking of the Gong (1967; mit Robert E. Howard)
  - Deutsch: Nur einen Gongschlag lang. Übersetzt von Lore Straßl. In: Robert E. Howard und Lin Carter: Kull von Atlantis. Pabel Terra Fantasy #28, 1976.

1968
- The Curse of the Monolith (1968; mit Lyon Sprague de Camp)
  - Deutsch: Der Fluch des Monolithen. Übersetzt von Lore Straßl. In: Conan von Cimmerien. 1982.
- The Whelming of Oom (1969, in: Lin Carter (Hrsg.): The Young Magicians)
  - Deutsch: Der Sturz Ooms. Übersetzt von Lore Straßl. In: Lin Carter: Die Zaubergärten. Pabel (Terra Fantasy #45), 1978.

1969
- Harvey Hodges, Veebelfetzer (1969, in: Lin Carter: Beyond the Gates of Dream)
- Keru (1969, in: Lin Carter: Beyond the Gates of Dream)
- The Mantichore (1969, in: Lin Carter: Beyond the Gates of Dream)
- Owlstone (1969, in: Lin Carter: Beyond the Gates of Dream)
- Azlon (from Khymyrium, a work in progress) (1969, in: Lin Carter (Hrsg.): The Young Magicians)
- A Guide to the City (in: Fantastic, October 1969)
- Scroll on Theratlantis (in: Amra V2n51, November 1969)
- Under the Eaves (in: The Arkham Collector, Summer 1969)

1970
- The Gods of Niom Parma (1970, in: Lyon Sprague de Camp (Hrsg.): Warlocks and Warriors)
- Vault of Silence (1970, in: Robert Hoskins (Hrsg.): Swords Against Tomorrow)
- The Seal of Zaon Sathla (1970, in: Lin Carter (Hrsg.): The Magic of Atlantis)

1971
- The Sword of Power (Excerpt from Khymyrium) (1971, in: Lin Carter: New Worlds for Old)
- Zingazar (1971, in: Lin Carter: New Worlds for Old)
- The Dweller in the Tomb (1971, in: August Derleth (Hrsg.): Dark Things)
  - Deutsch: Der Bewohner der Gruft. In: Die Xothic-Legenden. 2004.
- Shaggai (1971, in: August Derleth (Hrsg.): Dark Things)

1972
- How Sargoth Lay Siege to Zaremm (1972, in: Swordsmen and Supermen)

1973
- The Utmost Abomination (in: Weird Tales, Fall 1973; mit Clark Ashton Smith)
- The Double Tower (in: Weird Tales, Winter 1973; auch: The Double Tower: The History of Zloigm the Necromancer, 2002; mit Clark Ashton Smith)
  - Deutsch: Der Zweifachturm. Übersetzt von Lore Straßl und Susi Grixa. In: Lin Carter: Tempel des Grauens. Übersetzt von Lore Straßl und Susi Grixa. Pabel (Terra Fantasy #81), 1981.

1975
- The Tower of Time (James Allison-Geschichte, in: Fantastic, June 1975; mit Robert E. Howard)
- The Scroll of Morloc (in: Fantastic, October 1975; auch: The Scroll of Morloc: The History of the Shaman Yhemog, 2002; mit Clark Ashton Smith)
  - Deutsch: Morlocs Papyrus. Übersetzt von Lore Straßl. In: Lin Carter: Dämonenliebe. Pabel (Terra Fantasy #85), 1981.
- In the Vale of Pnath (1975, in: Gerald W. Page (Hrsg.): Nameless Places)
- Out of the Ages (1975, in: Gerald W. Page (Hrsg.): Nameless Places)
  - Deutsch: Aus der Tiefe der Zeit. In: Die Xothic-Legenden. 2004.

1976
- The Twelve Wizards of Ong (1976, in: Lin Carter: Kingdoms of Sorcery)
- People of the Dragon (in: Fantastic, February 1976)
- The Martian El Dorado of Parker Wintley (1976, in: Donald A. Wollheim (Hrsg.): The DAW Science Fiction Reader)
- The Stairs in the Crypt (in: Fantastic, August 1976; auch: The Stairs in the Crypt: The History of the Necromancer Avalzaunt, 2002; mit Clark Ashton Smith)
  - Deutsch: Die Treppe in der Gruft. Übersetzt von Lore Straßl und Susi Grixa. In: Lin Carter: Der dunkle König. Pabel (Terra Fantasy #88), 1981.
- Zoth-Ommog (1976, in: Edward P. Berglund (Hrsg.): The Disciples of Cthulhu)
  - Deutsch: Zoth-Ommog. Übersetzt von Uwe Anton. In: Edward P. Berglund (Hrsg.): Cthulhu’s Kinder. Bastei-Lübbe Horror-Bibliothek #70023, 1980, ISBN 3-404-70023-6.

1977
- The Pillars of Hell (in: Fantastic, December 1977)
  - Deutsch: Die Säulen der Hölle. Übersetzt von Lore Straßl. In: Lin Carter: Die besten Fantasy-Stories 4. Moewig Science Fiction #3827, 1988, ISBN 3-8118-3827-X.
- A Farmer on the Clyde (1977; als Grail Undwin)

1978
- A Farmer on the Clyde (1978, in: Lin Carter: The Year’s Best Fantasy Stories: 4)
  - Deutsch: Ein Landmann am Clyde. In: Lin Carter (Hrsg.): Die besten Fantasy-Stories 4. Moewig Science Fiction #3827, 1988, ISBN 3-8118-3827-X.

1979
- Rhian and Garanhir (1979; als Grail Undwin)
  - Deutsch: Rhian und Garanhir. In: Lin Carter: Das Fräulein und der Dämon. Moewig Science Fiction #3880, 1990, ISBN 3-8118-3880-6.
- Zurvan’s Saint (1979; als Grail Undwin)

1980
- The World Beneath the World (1980, in: Lin Carter: Zanthodon)
- The Thing in the Pit (1980, in: Lin Carter: Lost Worlds)
  - Deutsch: Das Ding in der Tiefe. In: Die Xothic-Legenden. 2004.
- The Descent Into the Abyss (1980, in: Lin Carter: Weird Tales #2; auch: The Descent into the Abyss: The History of the Sorcerer Haon-Dor, 2002; mit Clark Ashton Smith)
- Dreams in the House of Weir (1980, in: Lin Carter: Weird Tales #1)
- The Light from the Pole (1980, in: Lin Carter: Weird Tales #1; auch: The Light from the Pole: The History of Pharazyn the Enchanter, 2002; mit Clark Ashton Smith)
- Something in the Moonlight (1980, in: Lin Carter: Weird Tales #2)
  - Deutsch: Etwas im Mondlicht. In: Die Xothic-Legenden. 2004.

1981
- The Winfield Heritance (1981, in: Lin Carter: Weird Tales #3; auch: The Winfield Heritence, 2016)
  - Deutsch: Der Winfield-Nachlass. In: Die Xothic-Legenden. 2004.

1982
- The Laughter of Han (in: Fantasy Tales V5n9, Spring 1982)
- The Offering (in: Crypt of Cthulhu, #7 Lammas 1982)

1983
- The Vengeance of Yig (1983, in: Lin Carter: Weird Tales #4)

1984
- Confessions of the Mad Monk Clithanus: The Incantation of the Elder Sign (in: Crypt of Cthulhu, #23 St. John’s Eve 1984)
- The Necronomicon: Concerning Them from Outside (in: Crypt of Cthulhu, #23 St. John’s Eve 1984)
- The Feaster from the Stars (in: Crypt of Cthulhu, #26 Hallowmas 1984; auch: The Feaster from the Stars: The History of Yzduggor the Eremite, 2002; mit Clark Ashton Smith)
- The Slitherer from the Slime (in: Crypt of Cthulhu, #28 Yuletide 1984; mit Dave Foley)
- History & Chronology of the Book of Eibon (1984; auch: History and Chronology of The Book of Eibon, 2002)

1985
- The Acolyte of the Flame (in: Crypt of Cthulhu, #36, Yuletide 1985; auch: The Acolyte of the Flame (A Translation of Fragment MXI of the Pnakotic Manuscripts), 2002)
- The Stone from Mnar (in: Crypt of Cthulhu, #36, Yuletide 1985)

1987
- Behind the Mask (in: Crypt of Cthulhu, #47 Roodmas 1987)
  - Deutsch: Hinter der Maske. In: Die Xothic-Legenden. 2004.
- The Benevolence of Yib (in: Crypt of Cthulhu, #51 Hallowmas 1987)

1988
- The Fishers from Outside (in: Crypt of Cthulhu, #54 Eastertide 1988)
  - Deutsch: Die Fischer von Draußen. In: Die Xothic-Legenden. 2004.
- From the Archives of the Moon (in: Crypt of Cthulhu, #54 Eastertide 1988)
- How Ghuth Would Have Hunted the Silth (in: Crypt of Cthulhu, #54 Eastertide 1988)
- Papyrus of the Dark Wisdom (in: Crypt of Cthulhu, #54 Eastertide 1988; mit Clark Ashton Smith)
- The Secret in the Parchment (in: Crypt of Cthulhu, #54 Eastertide 1988; auch: The Secret in the Parchment: The History of the Thaumaturge Ptomeron, 2002)
- Strange Manuscript Found in the Vermont Woods (in: Crypt of Cthulhu, #54 Eastertide 1988)
  - Deutsch: Das seltsame Manuskript aus den Wäldern von Vermont. In: Die Xothic-Legenden. 2004.
- How Her Doom Came Down at Last on Adrazoon (in: Crypt of Cthulhu, #57 St. John’s Eve 1988)
- The Thievery of Yish (in: Fantasy Tales V10n1, Autumn 1988)
- Black Stars in the Skulls of Doom (in: Crypt of Cthulhu, #61 Yuletide 1988)
- Visions From Yaddith (1988)

1989
- A Swordsman of Mars (1989, in: Astro-Adventures: Tales of Scientifiction, October 1988)
- The Bell in the Tower (in: Crypt of Cthulhu, #69 Yuletide 1989; mit H. P. Lovecraft)
  - Deutsch: Die Glocke im Turm. In: phantastisch!, #4. Havemann, 2001.
- A Bottle of Djinn (in: Crypt of Cthulhu, #69 Yuletide 1989)
- The Strange Doom of Enos Harker (in: Crypt of Cthulhu, #69 Yuletide 1989; mit Robert M. Price)
- Sweet Tooth (in: Crypt of Cthulhu, #69 Yuletide 1989)
- Terror Wears Yellow (in: Crypt of Cthulhu, #69 Yuletide 1989)
- The Descendant (1989; mit H.P. Lovecraft)
  - Deutsch: Die Glocke im Turm. Übersetzt von Ralph Sander. In: Klaus Bollhöfener (Hrsg.): phantastisch!, #4. Havemann phantastisch! #4, 2001.

1996
- Margus and Zekander (in: Fungi #13, Spring 1996)

1997
- The Burrowers Beneath (in: Cthulhu Cultus, #6 1997)
- The Doom of Enos Harker (in: Cthulhu Cultus, #7 1997; mit Laurence J. Cornford)
- Cthulhu & Co. (in: Crypt of Cthulhu, #95 Eastertide 1997)
- The Light in the East (in: Crypt of Cthulhu, #95 Eastertide 1997)
- Curse of the Black Pharaoh (1997, in: Robert M. Price (Hrsg.): The Nyarlathotep Cycle: The God of a Thousand Forms)
- The Horror in the Gallery (1997, in: Lin Carter: The Xothic Legend Cycle: The Complete Mythos Fiction of Lin Carter)
  - Deutsch: Der Schrecken in der Galerie. In: Die Xothic-Legenden. 2004.
- Khymyrium (in: Fungi #15, Spring 1997)
- The Red Offering (1997, in: Lin Carter: The Xothic Legend Cycle: The Complete Mythos Fiction of Lin Carter)
  - Deutsch: Die rote Opfergabe. In: Die Xothic-Legenden. 2004.
- Tatters of the King (1997)

1998
- The Demon Star (in: Crypt of Cthulhu, #99 Lammas 1998)

2002
- The Life of Eibon According to Cyron of Varaad (2002, in: Robert M. Price (Hrsg.): The Book of Eibon)

2018
- Caolin the Conjurer (or, Dzimdazoul) (2018, in: Robert M. Price (Hrsg.): Lin Carter’s Simrana Cycle; mit Glynn Owen Barrass)
- The Gods of Neol Shendis (2018, in: Robert M. Price (Hrsg.): Lin Carter’s Simrana Cycle)
- How Jal Set Forth on His Journeying (2018, in: Robert M. Price (Hrsg.): Lin Carter’s Simrana Cycle)
- How Shand Became King of Thieves (2018, in: Robert M. Price (Hrsg.): Lin Carter’s Simrana Cycle; mit Robert M. Price)

### Anthologien
- Dragons, Elves and Heroes (1969)
- The Young Magicians (1969)
  - Deutsch: Die Zaubergärten. Pabel (Terra Fantasy #45), 1978.
- Golden Cities, Far (1970)
- The Magic of Atlantis (1970)
- New Worlds for Old (1971)
- The Spawn of Cthulhu (1971)
- Double Phoenix (1971)
- Discoveries in Fantasy (1972)
- Great Short Novels of Adult Fantasy (1972; auch: Great Short Novels of Adult Fantasy (Vol. II), 2008)
- Great Short Novels of Adult Fantasy Volume 2 (1973)
- Kingdoms of Sorcery (1976)
- Realms of Wizardry (1976)

Flashing Swords!
- 1 Flashing Swords! #1 (1973)
  - Deutsch: Flug der Zauberer. Pabel (Terra Fantasy #21), 1976.
- 2 Flashing Swords! #2 (1973)
- 3 Flashing Swords! #3: Warriors and Wizards (1976)
  - Deutsch: Vier Ellen Drachenhaut. Pabel (Terra Fantasy #54), 1978.
- 4 Flashing Swords! #4: Barbarians and Black Magicians (1977)
  - Deutsch: Gefangen im Jenseits. Übersetzt von Lore Straßl. Pabel (Terra Fantasy #63), 1979.
- 5 Flashing Swords! #5: Demons and Daggers (1981)

Deutsche Zusammenstellungen aus Flashing Swords!
- Kämpfer wider den Tod. Pabel (Terra Fantasy #15), 1975.
- Götter, Gnomen und Giganten. Pabel (Terra Fantasy #26), 1976.
- Streiter wider die Magie. Pabel (Terra Fantasy #60), 1979.

The Year’s Best Fantasy Stories
- The Year’s Best Fantasy Stories: 1 (1975)
  - Deutsch: Tempel des Grauens. Übersetzt von Lore Straßl und Susi Grixa. Pabel (Terra Fantasy #81), 1981. Auch als: Die besten Fantasy-Stories 1. Moewig Science Fiction #3747, 1987, ISBN 3-8118-3747-8.
- The Year’s Best Fantasy Stories: 2 (1976)
  - Deutsch: Dämonenliebe. Pabel (Terra Fantasy #85), 1981. Auch als: Die besten Fantasy-Stories 2. Moewig Science Fiction #3763, 1987, ISBN 3-8118-3763-X.
- The Year’s Best Fantasy Stories: 3 (1977)
  - Deutsch: Der dunkle König. Übersetzt von Lore Straßl und Susi Grixa. Pabel (Terra Fantasy #88), 1981. Auch als: Die besten Fantasy-Stories. Moewig Science Fiction #3787, 1987, ISBN 3-8118-3787-7.
- The Year’s Best Fantasy Stories: 4 (1978)
  - Deutsch: Die besten Fantasy-Stories 4. Moewig Science Fiction #3827, 1988, ISBN 3-8118-3827-X.
- The Year’s Best Fantasy Stories: 5 (1979)
  - Deutsch: Das Fräulein und der Dämon. Moewig Science Fiction #3880, 1990, ISBN 3-8118-3880-6.
- The Year’s Best Fantasy Stories: 6 (1980)

Weird Tales
- 1 Weird Tales #1 (1980)
- 2 Weird Tales #2 (1980)
- 3 Weird Tales #3 (1981)
- 4 Weird Tales #4 (1983)

### Sachliteratur
- Tolkien: A Look Behind „The Lord of the Rings“ (1969)
  - Deutsch: Tolkiens Universum : Die mythische Welt des Herrn der Ringe. Übersetzt von Biene Van de Laar. [Ullstein] (List-Taschenbuch #60264), München 2002, ISBN 3-548-60264-9.
- Lovecraft: A Look Behind the „Cthulhu Mythos“ (1972)
- Imaginary Worlds (1973)
- Middle Earth: The World of Tolkien Illustrated (1977; mit David Wenzel)